# Tenararo
Tenararo – najmniejszy atol grupy Actéon należącej do archipelagu Tuamotu w Polinezji Francuskiej. Powierzchnia atolu wynosi około 2 km², a powierzchnia laguny wynosi 1,6 km². Wyspa jest niezamieszkana. Maksymalna wysokość nad poziomem morza to 3 m.
Atol uznany został w roku 2009 za ostoję ptaków IBA przez BirdLife International, ze względu na cztery gatunki. Jeden z nich, gołąb atolowczyk polinezyjski (Alopecoenas erythropterus), jest krytycznie zagrożony wyginięciem, zaś drugi – owocożer koralowy (Ptilinopus coralensis) – bliski zagrożenia. Uwzględniono także dwa siewkowce, lęgowego i zagrożonego brodźczyka polinezyjskiego (Prosobonia cancellata) oraz nielęgowego, narażonego kulika alaskańskiego (Numenius tahitiensis).